# Efecto Rehbinder
El efecto Rehbinder es un fenómeno físico que se produce cuando dos superficies sólidas entran en contacto en un medio líquido, lo que reduce la dureza y la ductilidad de un material, en particular los metales, por una película de tensoactivos. El efecto debe su nombre al científico soviético Piotr Aleksándrovich Rehbinder, quien lo descubrió en 1928.
Una explicación propuesta para este efecto es la alteración de las películas superficiales de óxido y la reducción de la energía superficial por los tensoactivos.
Este efecto es especialmente importante en el mecanizado, ya que la taladrina reduce las fuerzas de corte.